# Bokeh

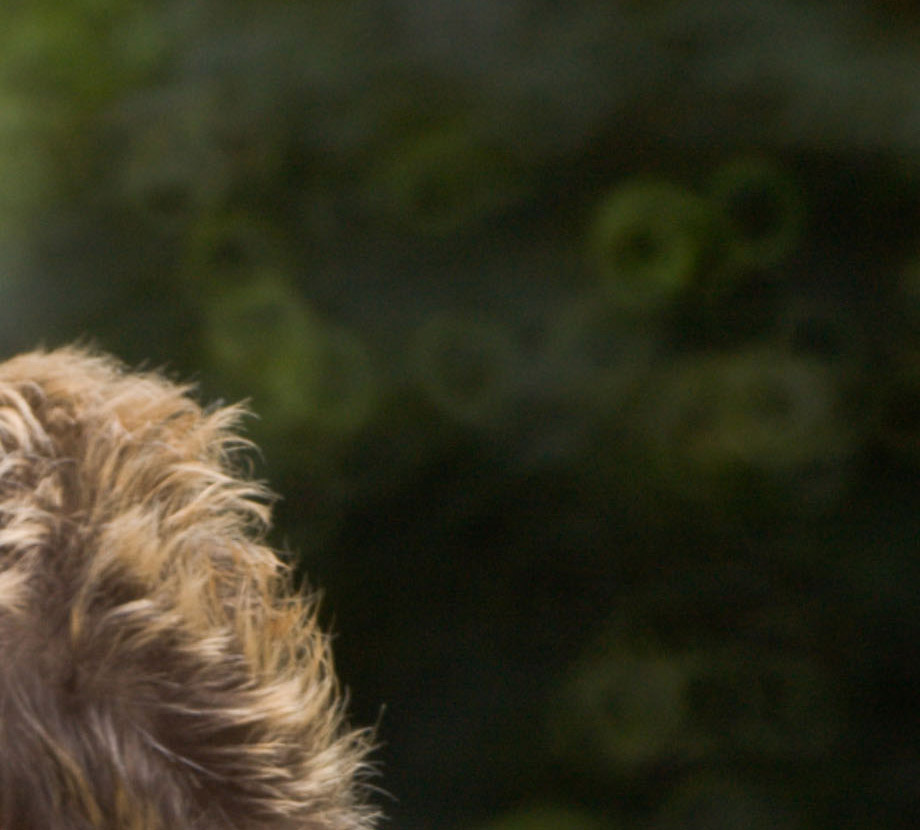
Obwarzanki z obiektywu lustrzanego

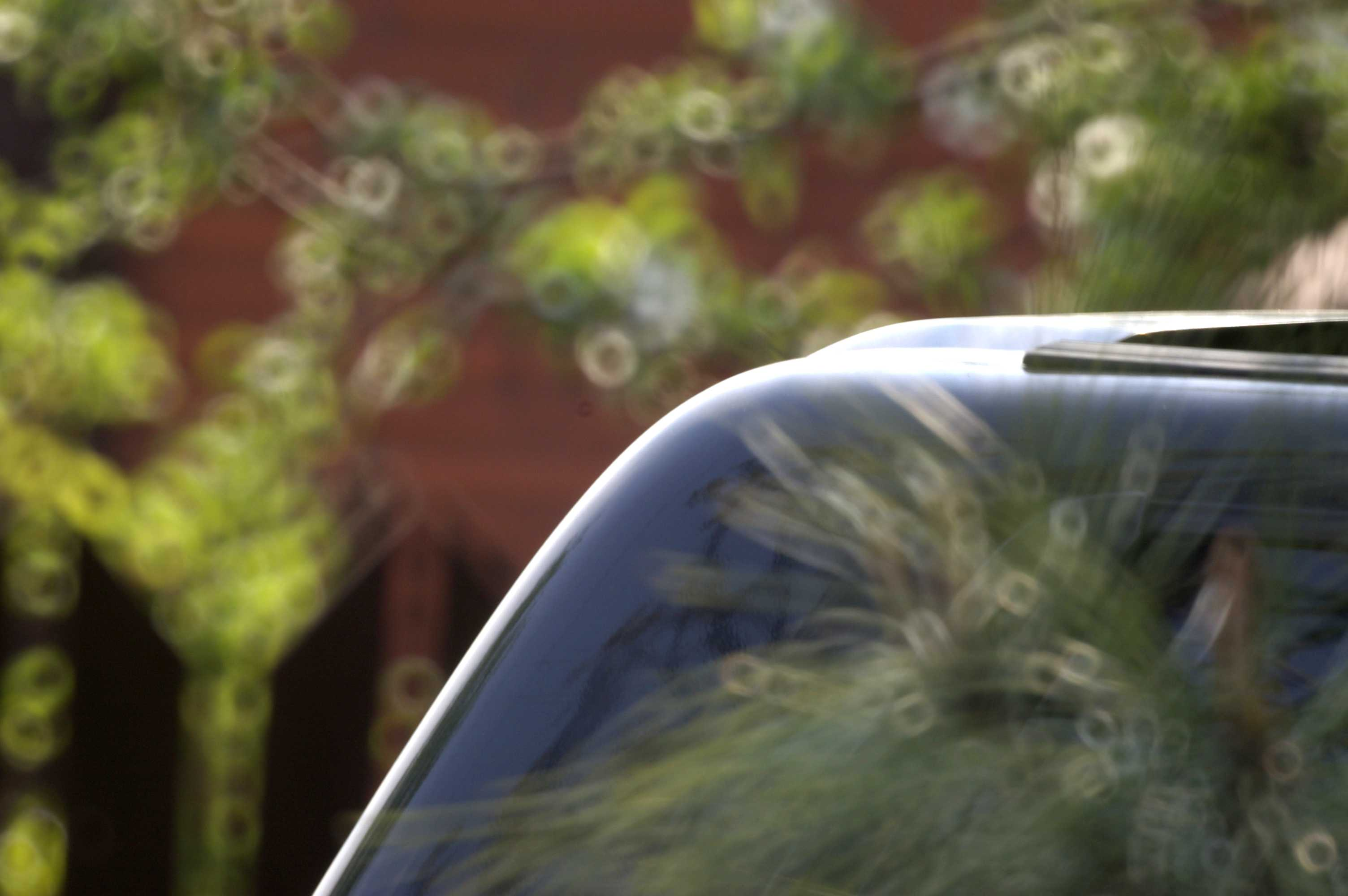
Rozmycia przed i za płaszczyzną ostrości, obiektyw lustrzany

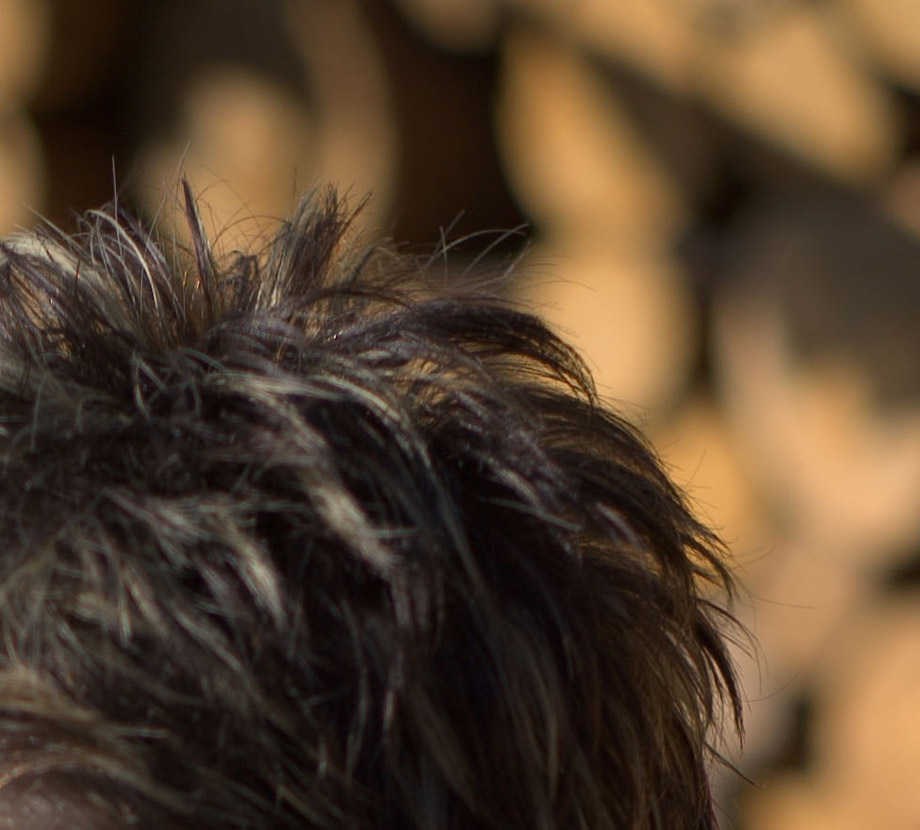
Tarczki z obiektywu standardowego

Bokeh (czyt. boʊkɛ, ˈboʊkeɪ, ˈboʊkə; od jap. ボケ boke – rozmycie) – w fotografii sposób oddawania nieostrości obiektów znajdujących się poza głębią ostrości. 
Miękkie rozmycie wyodrębnia z tła główny motyw fotografii, nie odwracając od niego uwagi niepotrzebnymi szczegółami. Wykorzystywane jest to często w portretach. Polega ono na tym, że motyw zdjęcia znajduje się w strefie głębi ostrości i zostaje odwzorowany ostro, zaś oddalone tło obrazu pozostaje poza strefą głębi ostrości i następuje jego rozmycie.

## Estetyka
Piękne bokeh jest pojęciem subiektywnym. Przejścia rozdzielające płaszczyzny znajdujące się poza obszarem ostrości powinny być płynne, a plamki przedstawiające punkty mają być jaśniejsze w środku i ciemnieć ku brzegom. Przeciwnie, brzydkie bokeh występuje, gdy linie w nieostrości się rozdwajają, a plamki przyjmują postać obwarzanków – tarczek z jaśniejszymi brzegami.
Dobrym przykładem wpływu korekcji aberracji sferycznej na rozmycie są obiektywy Nikkor z serii DC (ang. defocus control). Oprócz pierścienia przysłony, mają one też drugi, poruszający sekcją soczewek korygujących. Można w ten sposób uzyskać bokeh od obwarzanka, przez neutralny, aż do tarczek, jak z prostych obiektywów symetrycznych. Innym sposobem na uzyskanie dobrze wyglądającego rozmycia jest zastosowanie w torze optycznym filtra apodyzacyjnego i dwóch przysłon – głównej (roboczej) oraz pomocniczej, sterującej charakterem rozmycia. Filtr apodyzacyjny to filtr szary o gradacyjnym stopniu pochłaniania i jest odpowiedzialny za bardzo miękkie oddawanie nieostrych partii obrazu, zabierając jednocześnie pewną ilość światła. Realna transmisja takiego obiektywu (tzw. T-number) jest mniejsza niż wynikałoby to ze średnicy źrenicy wejściowej. Przykładem takiego podejścia do kontroli nad bokeh jest obiektyw Minolta AF 135/2.8 [T4.5] STF. 
W odniesieniu do konstrukcji przysłony panuje zasada, że im więcej listków przysłony, tym bardziej kształt otworu jest zbliżony do okręgu, a co za tym idzie – bokeh ładniejsze. Widać to na przykładzie obiektywów Canon 50/1,4 (8 listków) i 50/1,8 (5 listków): uważa się, że bokeh tego pierwszego jest znacznie lepsze.
Obiektywy lustrzane mogą generować relatywnie nieprzyjemne bokeh, przedstawiając punkty poza płaszczyzną ostrości jako jasne krążki ze znacznie ciemniejszym wnętrzem.

## Obiektywy miękkorysujące
Fotografii bokeh nie należy mylić z fotografią przy użyciu obiektywów miękkorysujących w rodzaju Imagona lub nasadek zmiękczających w rodzaju Duto. Obiektywy miękkorysujące tworzą świetliste otoczki wokół najjaśniejszych punktów obrazu, także tych znajdujących się w strefie ostrości; służą do podkreślania gry świateł, a nie wyodrębniania motywu z tła.